# Н’Доло (аэропорт)
Аэропорт Н'Доло (ИАТА: NLO, ИКАО: FZAB) фр. Aéroport de Ndolo), также Аэропорт Ндоло — второстепенный аэропорт в городе Киншаса, Демократическая Республика Конго, расположенный в коммуне Барумбу недалеко от центра города.
В октябре 1940 года здесь была создана «Aviation militaire de la Force Publique» с реквизированными самолетами.
Головной офис авиакомпании Air Kasaï находился на территории аэропорта.
Взлетно-посадочные полосы ограничены для самолетов весом менее 15 тонн после катастрофы 8 января 1996 года, когда Ан-32 вылетел за пределы взлетно-посадочной полосы и врезался в рынок.
Длина взлетно-посадочной полосы включает смещенный порог на 315 метров на взлетно-посадочной полосе 08.